# Soyouz MS-04
Soyouz MS-04 (en russe : Союз МС-04) est une mission spatiale habitée dont le lancement – initialement prévu le 27 mars 2017 – a eu lieu le 20 avril 2017. Le vaisseau s'est amarré à l'ISS en utilisant la procédure du rendez-vous orbital en 6 heures (les trois premiers Soyouz MS avaient utilisé la procédure du rendez-vous en 2 jours). C'est le premier vol Soyouz avec un équipage réduit à deux personnes depuis Soyouz TMA-2 en 2003, à la suite de la décision de Roscosmos de n'envoyer qu'un cosmonaute russe sur chaque vol.
Le retour a lieu le 3 septembre 2017 avec trois astronautes à bord : Peggy Whitson, qui avait décollé sur le Soyouz MS-03, est rentrée sur Terre avec le Soyouz MS-04 après le prolongement de sa mission.

## Équipage
- Commandant : Fiodor Iourtchikhine (5),  Russie
- Ingénieur de vol 1 : Jack Fischer (1),  États-Unis
- Ingénieur de vol 2 (atterrissage uniquement) : Peggy Whitson (3),  États-Unis

Le chiffre entre parenthèses indique le nombre de vols spatiaux effectués par le cosmonaute, Soyouz MS-04 inclus.

## Véhicule
Le véhicule initialement prévu pour le vol MS-04 était le Soyouz no 734. La détection d'une fuite du système de contrôle thermique (SOTR) a entrainé son remplacement par le véhicule suivant, le no 735. Ce changement a nécessité le report du lancement du 27 mars au 20 avril, afin de permettre la qualification du véhicule no 735.
Le véhicule no 734 a été réattribué à la mission Soyouz MS-06.